# Adamas
Adamas (tiếng Hàn: 아다마스; Hanja: 獵鑽緝兇; Romaja: Adamaseu) là một bộ phim truyền hình Hàn Quốc năm 2022 với sự tham gia của các diễn viên chính Ji Sung,  Seo Ji-hye và Lee Soo-kyung.  Phim gồm 16 tập phát sóng từ ngày 27 tháng 7 năm 2022 vào lúc 22:30 (KST) thứ tư và thứ năm hàng tuần trên kênh tvN. Bộ phim sẽ được khởi chiếu song song và độc quyền trên nền tảng Disney+ tại một số quốc gia ở khu vực Châu Á–Thái Bình Dương.

## Sơ lược nội dung
Câu chuyện về hai anh em sinh đôi cùng đi tìm sự thật, người anh truy tìm hung thủ thực sự để xóa bản án tử hình của người cha ruột bị cáo buộc giết cha dượng, người em truy tìm Adamas, hung khí của vụ án giết người xảy ra 22 năm trước.

## Diễn viên

### Diễn viên chính
- Ji Sung vai Ha Woo Sin và Song Soo Hyun.[3]
  - Oh Ja-hun vai Ha Woo Sin và Song Soo Hyun lúc nhỏ.

1. Ha Woo Sin: người em, tên thật là Song Woo Sin. Là nhà văn nổi tiếng, sử dụng họ mẹ làm bút danh là Ha Woo Sin.
2. Song Soo Hyun: người anh, công tố viên phòng 4 bộ phận đặc biệt tại Văn phòng Công tố Quận trung tâm Seoul.

- Seo Ji-hye vai Eun Hye Soo, con dâu cả của Tập đoàn Haesong, con gái duy nhất của giám đốc bệnh viện Eunkook.[3]
- Lee Soo-kyung vai Kim Seo Hee, phóng viên Ban Xã hội của đài TNC.[3]
  - Kim Seo-a vai Kim Seo Hee lúc nhỏ.

### Các diễn viên khác

#### Nhà Haesong
- Lee Kyung-young vai Kwon Jae Gyu, chủ tịch Tập đoàn Haesong.
- Heo Sung-tae vai Choi Tae Sung (Giám đốc Choi), Giám đốc An ninh dinh thự Haesong.[5]
- Hwang Jung-min vai Kwon Soon Hee, quản gia dinh thự Haesong.[6]
  - Lee Ji-yun vai Kwon Soon Hee lúc nhỏ (tập 7).
- Seo Hyun-woo vai Kwon Hyun Jo, con trai cả, CEO của Tập đoàn Haesong.

- Lee Si-won vai Yoon Jin (Thư ký Yoon), thư ký của Chủ tịch Kwon.[8]
- Woo Hyun-joo vai Cô Oh, người giúp việc lâu năm.[9]
- Go Yoon vai Park Yo Won, nhân viên bảo vệ dinh thự Haesong.[10]
- Choi Chan-ho vai Kim Yo Won, nhân viên bảo vệ dinh thự Haesong.
- Baek Na-gyeong vai người giúp việc.
- Jung Sun-chul vai cha của Kwon Jae Gyu (tập 7).

#### Đội A
- Oh Dae-hwan vai Lee Jun Kyung, đội trưởng đội bí mật của tập đoàn Haesong.[11]
- Park Hye-eun vai Yoon Sun, át chủ bài của Đội A, em gái của thư ký Yoon.[12]
- Lee Ho-chul vai Quản lý Jung, người đứng thứ 2 trong Đội A.
- Jo Dong-in vai Quản lý Lee Joon Ho, em trai của đội trưởng Lee.[13]
- Han Sa-myung vai thành viên Đội A.

#### Đội điều tra đặc biệt quốc gia
- Choi Deok-moon vai Kang Hyuk Pil.[14]
- Jang Jin-hee vai Trung uý Lee Hyun Jung, mật danh là Lee.[14]
- Won Hyeong-hoon vai Han.
- Lee Do-yub vai Beak.
- Jo Han-joon vai đặc vụ đóng giả thợ sửa ống nước bị Song Soo Hyun phát hiện.

#### Nhà xuất bản Eden
- Shin Hyun-seung vai Lee Dong Rim, học trò của Ha Woo Sin.[15]
- Jeon Young-mi vai Yeo Soo Jung, cấp trên của Ha Woo Sin.
- Heo Yu-ri vai Lee (tập 7).

#### Các nhân vật khác
- Kim Jong-goo vai Hwang Byung Cheol, ứng cử viên tổng thống Đảng Saemirae.
- Kang Hak-soo vai Trưởng phòng Yang, cấp trên của Song Soo Hyun.
- Min Eung-sik vai Phó trưởng công tố.
- Lim Byung-gi vai Giám đốc Eun, giám đốc bệnh viện Eunkook, cha của Eun Hye Soo.
- Jo Sung-ha vai Lee Chang Woo.[16]
- Choi Moo-in vai Im Duk Soo.
- Heo Tae-hee vai Han Min Soo, công tố viên.
- Lee Kang-wook vai quản ngục (tập 1).
- Lee Dong-kyu vai biên tập viên thời sự đài TNC (tập 1).
- Yook Mi-ra vai nhà phân tích trên chương trình tin tức (tập 1).
- Shim Young-min vai tài xế taxi (tập 1).
- Jeon Young-mi vai người dân ủng hộ ứng cử viên Hwang Byung Cheol (tập 1).
- Park Chul-min vai biên tập viên thời sự (tập 2).
- Moon Hak-jin vai hoạ sĩ phác thảo (tập 3-4).
- Ha Min vai mẹ của Lee Dong Rim (tập 3-4).
- Jin Tae-yeon vai Jang Young Ja (tập 5-6).
- Park Ki-sun vai bác sĩ (tập 6).
- Kim In-kwon vai quản ngục (tập 8).
- Yang Heung-joo vai Jeon Byung Gyu, giám đốc trại giam (tập 8).
- Kwon Hyuk-soo vai uỷ viên ban quản trị của Tập đoàn Haesong (tập 8).
- Lee Jong-goo vai uỷ viên ban quản trị của Tập đoàn Haesong (tập 8).
- Kim Bi-bi vai Lee Mi Young, đội trưởng Lee trong công ty ARES của Tập đoàn Haesong (tập 9).
- Park Ki-ryoong vai Kim Gun Ho, CEO công ty ARES của Tập đoàn Haesong (tập 9, 13).
- Kang Jung-hyuk vai tài xế taxi chở Song Soo Hyun và Kim Seo Hee (tập 9).
- Kim Ji-su vai Lee Min Young (tập 10).
- Choi Da-young vai cô Cho (tập 10).
- Jang Eui-don vai Jang Eui Don (tập 10).
- Jeon Kwang-jin vai đội trưởng đội xử lý bom mìn (tập 11).
- Oh Ki-hwan vai kỹ thuật viên bom mìn (tập 11).
- Song Hyung-soo vai thợ kim hoàn (tập 11).

#### Khách mời đặc biệt
- Yoon Yoo-sun vai Ha Young Shin, mẹ của Song Soo Hyun và Ha Woo Sin.
- Ko Kyu-pil vai Gong Dae Cheol, điều tra viên thuộc văn phòng của Song Soo Hyun.[17]
- Kim Do-yun vai cảnh sát cấp dưới gặp Choi Tae Sung trên xe.
- Ahn Bo-hyun vai Kwon Min Jo, con trai thứ của nhà Haesong.[18]
- Jo Hyun-woo vai Song Soon Ho, cha dượng của Song Soo Hyun và Ha Woo Sin.[19]
- Kim Jung-ho vai Kim Won Joong, nhân chứng trong vụ án giết người 22 năm trước, cha của Kim Seo Hee (tập 2-3).
- Kim Joo-a vai Im Ji Sook, vợ của Kim Won Joong, mẹ của Kim Seo Hee (tập 2-3).

## Nhạc phim

### Part 1
| Phát hành ngày 28 tháng 7 năm 2022 | Phát hành ngày 28 tháng 7 năm 2022 | Phát hành ngày 28 tháng 7 năm 2022              | Phát hành ngày 28 tháng 7 năm 2022              | Phát hành ngày 28 tháng 7 năm 2022 | Phát hành ngày 28 tháng 7 năm 2022 |
| STT                                | Nhan đề                            | Phổ lời                                         | Phổ nhạc                                        | Trình bày                          | Thời lượng                         |
| ---------------------------------- | ---------------------------------- | ----------------------------------------------- | ----------------------------------------------- | ---------------------------------- | ---------------------------------- |
| 1.                                 | "Beat of My Heart"                 | CALI, Fabienne Holloway, Siggi, Viktoria Hansen | CALI, Fabienne Holloway, Siggi, Viktoria Hansen | Elodie Wave                        | 3:20                               |
| 2.                                 | "Beat of My Heart" (Inst.)         |                                                 |                                                 |                                    | 3:20                               |

### Part 2
| Phát hành ngày 4 tháng 8 năm 2022 | Phát hành ngày 4 tháng 8 năm 2022 | Phát hành ngày 4 tháng 8 năm 2022 | Phát hành ngày 4 tháng 8 năm 2022 | Phát hành ngày 4 tháng 8 năm 2022 | Phát hành ngày 4 tháng 8 năm 2022 |
| STT                               | Nhan đề                           | Phổ lời                           | Phổ nhạc                          | Trình bày                         | Thời lượng                        |
| --------------------------------- | --------------------------------- | --------------------------------- | --------------------------------- | --------------------------------- | --------------------------------- |
| 1.                                | "NEED YOU!"                       | Charlie Bean (FAB)                | Charlie Bean (FAB), ATTL(FAB)     | CHARLIE BEAN WORKS                | 3:08                              |
| 2.                                | "NEED YOU!" (Inst.)               |                                   |                                   |                                   | 3:08                              |

### Part 3
| Phát hành ngày 11 tháng 8 năm 2022 | Phát hành ngày 11 tháng 8 năm 2022 | Phát hành ngày 11 tháng 8 năm 2022 | Phát hành ngày 11 tháng 8 năm 2022 | Phát hành ngày 11 tháng 8 năm 2022 | Phát hành ngày 11 tháng 8 năm 2022 |
| STT                                | Nhan đề                            | Phổ lời                            | Phổ nhạc                           | Trình bày                          | Thời lượng                         |
| ---------------------------------- | ---------------------------------- | ---------------------------------- | ---------------------------------- | ---------------------------------- | ---------------------------------- |
| 1.                                 | "Darling You"                      | KEVIN, Taylor                      | Kim Min, Taylor                    | Bernard Park                       | 2:29                               |
| 2.                                 | "Darling You" (Inst.)              |                                    |                                    |                                    | 2:29                               |

### Part 4
| Phát hành ngày 18 tháng 8 năm 2022 | Phát hành ngày 18 tháng 8 năm 2022 | Phát hành ngày 18 tháng 8 năm 2022 | Phát hành ngày 18 tháng 8 năm 2022 | Phát hành ngày 18 tháng 8 năm 2022 | Phát hành ngày 18 tháng 8 năm 2022 |
| STT                                | Nhan đề                            | Phổ lời                            | Phổ nhạc                           | Trình bày                          | Thời lượng                         |
| ---------------------------------- | ---------------------------------- | ---------------------------------- | ---------------------------------- | ---------------------------------- | ---------------------------------- |
| 1.                                 | "By Your Side"                     | Jemma                              | Chicok, Jemma                      | Ha Hyun-sang                       | 4:11                               |
| 2.                                 | "By Your Side" (Inst.)             |                                    |                                    |                                    | 4:11                               |

### Part 5
| Phát hành ngày 1 tháng 9 năm 2022 | Phát hành ngày 1 tháng 9 năm 2022 | Phát hành ngày 1 tháng 9 năm 2022 | Phát hành ngày 1 tháng 9 năm 2022 | Phát hành ngày 1 tháng 9 năm 2022 | Phát hành ngày 1 tháng 9 năm 2022 |
| STT                               | Nhan đề                           | Phổ lời                           | Phổ nhạc                          | Trình bày                         | Thời lượng                        |
| --------------------------------- | --------------------------------- | --------------------------------- | --------------------------------- | --------------------------------- | --------------------------------- |
| 1.                                | "All About You"                   | ID:Earth                          | ID:Earth, Kim Min                 | KATIE                             | 4:17                              |
| 2.                                | "All About You" (Inst.)           |                                   |                                   |                                   | 4:17                              |

### Part 6
| Phát hành ngày 8 tháng 9 năm 2022 | Phát hành ngày 8 tháng 9 năm 2022 | Phát hành ngày 8 tháng 9 năm 2022 | Phát hành ngày 8 tháng 9 năm 2022 | Phát hành ngày 8 tháng 9 năm 2022 | Phát hành ngày 8 tháng 9 năm 2022 |
| STT                               | Nhan đề                           | Phổ lời                           | Phổ nhạc                          | Trình bày                         | Thời lượng                        |
| --------------------------------- | --------------------------------- | --------------------------------- | --------------------------------- | --------------------------------- | --------------------------------- |
| 1.                                | "Rain On Me"                      | DONNA                             | DONNA, CUZD                       | Johan Kim                         | 3:41                              |
| 2.                                | "Rain On Me" (Inst.)              |                                   |                                   |                                   | 3:41                              |

## Lượng người xem
| Mùa | Mùa | Số tập | Số tập | Số tập | Số tập | Số tập | Số tập | Số tập | Số tập | Số tập | Số tập | Số tập | Số tập | Số tập | Số tập | Số tập | Số tập | Trung bình |
| Mùa | Mùa | 1      | 2      | 3      | 4      | 5      | 6      | 7      | 8      | 9      | 10     | 11     | 12     | 13     | 14     | 15     | 16     | Trung bình |
| --- | --- | ------ | ------ | ------ | ------ | ------ | ------ | ------ | ------ | ------ | ------ | ------ | ------ | ------ | ------ | ------ | ------ | ---------- |
|     | 1   | 810    | 658    | 758    | 705    | 597    | 700    | 630    | 676    | 629    | 602    | 567    | 653    | 697    | 662    | 560    | 722    | 664        |

| Tập | Ngày phát sóng            | Tỷ lệ khán giả trung bình (AGB Nielsen) | Tỷ lệ khán giả trung bình (AGB Nielsen) |
| Tập | Ngày phát sóng            | Toàn quốc (Hàn Quốc)                    | Seoul                                   |
| --- | ------------------------- | --------------------------------------- | --------------------------------------- |
| 1 | Ngày 27 tháng 07 năm 2022 | 3.502%                                  | 3.607%                                  |
| 2 | Ngày 28 tháng 07 năm 2022 | 2.849%                                  | 3.004%                                  |
| 3 | Ngày 03 tháng 08 năm 2022 | 3.339%                                  | 3.577%                                  |
| 4 | Ngày 04 tháng 08 năm 2022 | 3.068%                                  | 2.917%                                  |
| 5 | Ngày 10 tháng 08 năm 2022 | 2.669%                                  | 2.826%                                  |
| 6 | Ngày 11 tháng 08 năm 2022 | 2.851%                                  | 2.586%                                  |
| 7 | Ngày 17 tháng 08 năm 2022 | 2.866%                                  | 2.935%                                  |
| 8 | Ngày 18 tháng 08 năm 2022 | 3.233%                                  | 3.057%                                  |
| 9 | Ngày 24 tháng 08 năm 2022 | 2.833%                                  | 2.752%                                  |
| 10 | Ngày 25 tháng 08 năm 2022 | 2.866%                                  | 2.854%                                  |
| 11 | Ngày 31 tháng 08 năm 2022 | 2.694%                                  | 2.442%                                  |
| 12 | Ngày 01 tháng 09 năm 2022 | 3.024%                                  | 3.004%                                  |
| 13 | Ngày 07 tháng 09 năm 2022 | 3.139%                                  | 3.128%                                  |
| 14 | Ngày 08 tháng 09 năm 2022 | 2.958%                                  | 3.109%                                  |
| 15 | Ngày 14 tháng 09 năm 2022 | 2.869%                                  | 2.736%                                  |
| 16 | Ngày 15 tháng 09 năm 2022 | 3.358%                                  | 3.568%                                  |
| Trung bình | Trung bình                | 3.007%                                  | 3.006%                                  |
| - Trong bảng trên, các số màu xanh thể hiện xếp hạng thấp nhất và các số màu đỏ thể hiện xếp hạng cao nhất. - Bộ phim này được phát sóng trên một kênh truyền hình cáp / truyền hình trả tiền thường có lượng khán giả tương đối thấp hơn so với các đài truyền hình công cộng / truyền hình miễn phí (KBS, SBS, MBC và EBS). |                           |                                         |                                         |

## Thông tin thêm
- Ji Sung trở lại màn ảnh nhỏ sau 1 năm kể từ bộ phim Thẩm phán ác ma.
- Seo Hyun-woo trở lại màn ảnh nhỏ sau 2 năm kể từ Hoa của quỷ.
- Bộ phim đánh dấu màn tái hợp sau 12 năm của Ji Sung và Seo Ji-hye kể từ Vương triều đoạt ngôi và 19 năm kể từ Một cho tất cả.
- Ji Sung đảm nhận vai diễn công tố viên trở lại sau 5 năm kể từ Bị cáo.